# Незнайка в Солнечном городе
«Незнайка в Солнечном городе» — роман-сказка Николая Носова, впервые опубликованный в 1958 году в журнале «Юность», а потом выпущенный книжкой (М.: Детгиз, 1958). Написан через четыре года после «Приключений Незнайки и его друзей». Вспоминают[кто?], что писатель даже сам набирал текст на пишущей машинке — ему доставляло удовольствие перепечатывать продолжение истории про Незнайку.

## Сюжет
Увлёкшись чтением волшебных сказок, Незнайка начинает мечтать о чудесах. Малышка Кнопочка, с которой он в последнее время подружился, слышала от кого-то, что если совершить подряд три хороших поступка, то появится волшебник и в награду исполнит любое твоё желание. Она рассказывает об этом Незнайке, и тот в надежде на вознаграждение старается совершать хорошие поступки, но волшебник не появляется. Кнопочка предполагает, что причина неудач — в корыстных намерениях Незнайки: ведь он делает добрые дела не от чистого сердца, а в расчёте на выгоду для себя.
Со временем Незнайка бросил безуспешные попытки и забыл о том разговоре. Как-то несколько дней лил дождь, и когда наконец распогодилось, Незнайка, пожалев дворового пса Бульку, который из-за ливней не решался даже высунуться из будки, спустил пёсика с цепи, чтобы дать тому возможность размять лапы. Булька выбегает со двора на улицу и набрасывается на прохожего старичка. Незнайка отгоняет собаку и сажает на цепь, затем возвращается, чтобы поинтересоваться состоянием прохожего и принести извинения. Выясняется, что эти поступки Незнайка совершил бескорыстно, не думая о награде, а старичок и есть тот самый волшебник. Он вручает Незнайке волшебную палочку и предупреждает, что та потеряет силу, если Незнайка совершит три плохих поступка.
Незнайка демонстрирует волшебную палочку Кнопочке, которая предлагает отправиться в путешествие. Средством передвижения они выбирают автомобиль, который, равно как и водительские навыки, Незнайка приобретает при помощи волшебной палочки. К ним присоединяется Пачкуля Пёстренький — коротышка, в жизни следующий двум правилам: «никогда не умываться и ничему не удивляться». После ряда приключений и встреч в пути они прибывают в Солнечный город — живущие в нём коротышки освоили технологию засева облаков, и теперь все дни в городе ясные.
Путешественники осматривают город. Увлечённый осмотром, Незнайка случайно сталкивается с местным коротышкой Листиком. В ходе последовавшей словесной перепалки вспыльчивый Незнайка, использовав волшебную палочку, превращает Листика в осла. Той же ночью его начинает мучить совесть; совсем скверно ему становится на следующий день, когда в городских газетах печатают об исчезновении Листика. Одновременно из газеты Незнайка узнаёт, что на улице был найден бесхозный осёл, которого отправили в зоопарк.
Незнайка уговаривает Кнопочку и Пёстренького посетить зоопарк — якобы с целью посмотреть на животных — однако его истинным намерением является превратить осла обратно в Листика. Он поочерёдно превращает в коротышек трёх встреченных им в зоопарке ослов — Калигулу, Брыкуна и Пегасика. 
Уверенный, что он исправил свой проступок, Незнайка с друзьями отправляется гулять по городу и сталкивается с бывшим ослом Пегасиком, с которым вступает в драку. На место прибывает милиционер Свистулькин и останавливает драку; Пегасик скрывается, а Свистулькин доставляет Незнайку в отделение. Незнайка, оказавшийся взаперти, паникует и, увидев в окно своих друзей, использует волшебную палочку, чтобы разрушить стену здания и сбежать; Свистулькин получает сотрясение мозга от удара упавшего кирпича.
Незнайка, Кнопочка и Пёстренький знакомятся с архитектурой Солнечного города, вращающимися домами и театрами, находят новых знакомых: архитектора Кубика, инженера Клёпку, театрального актёра и технолога с текстильной фабрики Карасика, художницу и шахматистку Ниточку. Они совершают экскурсии на всевозможные фабрики и заводы, потом проводят время в Солнечном парке, состоящем из пяти городков:
- Спортивный городок, где «проводились разные спортивные игры и состязания»;
- Водяной городок — «с плавательными бассейнами, вышками для ныряния и лодочными пристанями»;
- Театральный городок, в котором «находились разные театры, кино, а также цирк»;
- Шахматный городок, где «можно было играть в шашки и шахматы»;
- Весёлый городок — «с разными увеселительными аттракционами».

Тем временем Свистулькин, очнувшись, идёт домой, но ошибается подъездом и попадает в квартиру Шутилы и Коржика. Когда вернувшиеся через день хозяева обнаруживают Свистулькина, он уходит, по ошибке надев куртку Коржика. На улице милиционер спотыкается о верёвку, натянутую бывшими ослами, и вновь ударяется головой. В бессознательном состоянии его отвозят в больницу. Найдя в куртке документы Коржика, персонал регистрирует его под этим именем, а Свистулькин по-прежнему числится пропавшим без вести. А когда он уже может рассказывать, что с ним случилось, милиционеру не верят, считая историю про малыша с волшебной палочкой бредом от полученной при падении на улице травмы головы.
Тем временем в Солнечном городе постепенно начинаются беспорядки, вызванные ветрогонами (так в Солнечном городе называют хулиганов) — бывшими ослами. Привычка жителей Солнечного города подражать всему новому и необычному оказала им медвежью услугу: подумав, что носить вычурную одежду и хулиганить на улице стало модно, они начали повторять поведение ветрогонов. Всего за несколько недель город погрузился в хаос, и добропорядочные жители перестали по вечерам выходить на улицу. Даже еду они стали заказывать на дом.
Поначалу Незнайка, Кнопочка и Пёстренький не замечают этого, так как проводят много времени в Солнечном парке за городом. Но когда из-за ветрогонов их друг Клёпка получает травмы, а автомобиль Незнайки угоняют, путешественники начинают серьёзно размышлять, что это за беда и как с ней быть. Осознав, что он натворил, и пытаясь поправить положение, Незнайка отправляется в зоопарк, где от персонала узнаёт, что в газете была ошибка, и нужного ему осла отправили в цирк.
Перед уходом Незнайка подходит к клетке с обезьяной и решает подразнить её волшебной палочкой. Обезьяна отнимает её. Тогда вместе с Пёстреньким Незнайка, ночью, тайком пробирается в зоопарк, чтобы проникнуть в клетку к обезьяне, но впотьмах попадает в клетку со львом и убегает, оставив клетку открытой.
На следующий день ему удаётся-таки вернуть палочку, после чего они несутся в цирк и находят наконец Листика-осла, но палочка почему-то не действует. Когда Незнайка в сердцах говорит, что волшебник дал ему бракованную палочку, снова появляется волшебник и напоминает Незнайке, что палочка может потерять силу, если её обладатель будет совершать скверные поступки. Получается, что Незнайка уже совершил три плохих поступка: превратил Листика в осла, Калигулу, Брыкуна и Пегасика — в коротышек, а потом он дразнил обезьяну в зоопарке.
Незнайка спросил у волшебника, может ли исполниться его желание без волшебной палочки. Волшебник ответил, что если желание хорошее, то оно исполнится. Тогда Незнайка попросил, чтобы в Солнечном городе всё стало, как прежде, Кнопочка пожелала скорее вернуться в Цветочный город, а Пестренький пожелал узнать, что случилось со львом, Кубиком и Клёпкой, и попросил быть чистым, не умываясь. Волшебник сказал, что лев не успел выскочить из клетки, что Кубику и Клёпке милиционер помог починить автомобиль. Желание Пёстренького быть чистым волшебник исполнять отказался и сказал, что грязь будет слегка щипать его так долго, пока тот не умоется и что вообще соблюдать правила личной гигиены не только полезно, но и необходимо.
Свистулькин выздоровел и вернулся к работе; Листик снова стал коротышкой, а ветрогоны превратились обратно в ослов и вернулись в зоопарк. Волшебник написал волшебную книжку о том, как появились ветрогоны, иx подражатели поняли,что брали пример с обычныx ослов,устыдились и снова вернулись к скромности в одежде  и поведении. В Солнечном городе вновь установился порядок.
Незнайка, Кнопочка и Пёстренький возвращаются в Цветочный город. Пёстренький уходит к себе домой, а Незнайка гуляет с Кнопочкой, обсуждая с ней Солнечный город и его футуристическую утопию.

## Ключевые персонажи
Незнайка — главный герой всех книг. Это коротышка вполне приметный, а основная деталь его внешности — ярко-желтые брюки и голубая шляпа. Он ленив, хитёр, не слишком-то вежлив, хвастлив, однако нередко проявляет смекалку, сообразительность, любознательность и добросердечие. Несмотря на все недостатки, Незнайка забавен и не лишён обаяния. Лучшие друзья его — Кнопочка и Пёстренький. 
Совесть Незнайки — выступает в виде голоса в голове персонажа. По ночам постоянно упрекает Незнайку за плохие поступки.
Кнопочка — одна из малышек, лучшая подруга Незнайки и Пёстренького. Это вежливая, спокойная, очень умная и добросердечная малышка, часто сдерживает буйные порывы друзей. Ранее Кнопочка не водила дружбы с малышами, но сдружилась с Незнайкой, а впоследствии и с прочими. В кругу товарищей она пользуется репутацией самой честной и верящей в чудеса коротышки. Путешествовала с Пёстреньким и Незнайкой в Солнечный город, она сопровождала их всю поездку.
Пачкуля Пёстренький — друг Незнайки и Кнопочки. Это малыш в вечно пыльной одежде и с грязноватым лицом. Страдает аблютофобией, точнее принципиально следует ей, наотрез отказываясь умываться. Прозвание Пёстренький — на самом деле эвфемизм: он был просто Пачкулей, но знаменитый путешественник Циркуль, приехав в Цветочный город, в силу своей природной вежливости дал городскому замарашке «благозвучную» кличку, которая ему очень понравилась и, по сути, заменила настоящее имя. Пачкуля путешествовал с друзьями в Солнечный город. Там он просил волшебника о том, чтобы «не умываться, но всегда быть чистым», а тот привил Пёстренькому необходимость в умывании, когда грязь слишком уж его заест. Не очень-то вежлив; так, после возвращения в Цветочный город даже не поблагодарил Незнайку, за то что тот показал ему новые места (точнее, решил с ним больше не связываться). Ещё одно убеждение Пёстренького — «ничему не удивляться», однако зачастую он не может следовать этому правилу.
Волшебник — единственный персонаж из трилогии, не вписывающийся в общую научно-фантастическую концепцию произведения. Обладает сверхъестественными способностями. Имеет волшебные предметы, один из которых (волшебную палочку) он даёт в пользование Незнайке. Появляется в начале и в конце второй книги.

## Художественные особенности
Книга, повествующая о путешествии Незнайки, его подруги Кнопочки и случайного знакомого Пачкули Пёстренького в Солнечный город, описывает сам Солнечный город как промышленно и культурно развитый, очень благоустроенный, с футуристическими домами и автомобилями.
Само название «Солнечный город» является аллюзией на утопическое произведение Город Солнца Томмазо Кампанеллы, в котором тоже описывается путешествие в идеальный город.
Несмотря на то, что самого слова «коммунизм» не встречается на страницах этой книги, социально-экономический строй Солнечного города вряд ли представляет собой что-либо другое: полное отсутствие денег, всеобщее равенство, любовь каждого к своей работе и свободный выбор труда, магазины, в которых можно все получить совершенно бесплатно, максимальная механизация труда (например, роботы-комбайны на полях). Однако вместе с тем существует милиция — которая выполняет роль регулировки дорожного движения и предотвращает случаи мелкого хулиганства. Не надо забывать, что население Солнечного города составляют дети, все работники, милиционеры, учёные и т. д. - тоже дети, коротышки, взрослых там нет, потому что это сказка. 
Прямота обращения к теме коммунистического, а значит высокотехнологичного общества сочетается с тематиками многих произведений того времени (от «Туманности Андромеды» Ивана Ефремова до детской футурологической публицистики («Про жизнь совсем хорошую») Льва Кассиля). Кроме того, Солнечный город Носова во многом напоминает основанный тридцать лет спустя проект «Венера» с ресурсо-ориентированной экономикой: максимальное использование природных возобновляемых источников энергии (каждый дом Солнечного города имеет на крыше солнечные батареи) и т. д.
В этой книге, в отличие от первой и третьей, основная сюжетная линия связана с волшебством. Путешествие стало наградой Незнайке от волшебника за совершённые им бескорыстные и добрые поступки. Волшебник дарит Незнайке волшебную палочку, Незнайка с помощью неё получает автомобиль, ящик мороженого и всё необходимое для путешествия, затем совершает три дурных поступка, после чего палочка теряет свою силу, а пришедший на помощь волшебник исправляет ошибки, совершённые Незнайкой.
В книге много внимания уделено совести — с ней Незнайка общался почти каждую ночь.
В Солнечном городе много домов необычных архитектурных форм, почти все жители ездят на личных автомобилях, общественный транспорт представлен автобусами и такси. Ни одного вида электротранспорта, ни тем более метрополитена в этом городе нет (метрополитен в довольно компактном и не перенаселенном городе просто не нужен). Для наблюдения за общественным порядком все перекрестки оборудованы системами видеонаблюдения. Город не свободен от недостатков. Рост числа автомобилей привёл к частому появлению пробок на городских улицах.
Жители Солнечного города добродушны, приветливы и очень подвержены модным веяниям. Так, из-за оплошности Незнайки, который превратил трёх ослов в коротышек, город погрузился в хулиганские беспорядки — жители (как многие типичные дети) копировали поведение трёх бывших ослов, становясь так называемыми ветрогонами (намёк на субкультуру стиляг). Милиция же не могла всему этому противостоять в силу добродушия милиционеров — если ветрогон и оказывался в тюрьме, то вскоре выходил на свободу из-за того, что задержавший его милиционер мучился угрызениями совести.

## Оценка книги
Однажды Николай Николаевич Носов, отвечая на вопрос о том, как он стал детским писателем, сказал так: «Детским писателем я стал потому, что, когда я вырос, мне вообще захотелось стать писателем. А стать писателем мне захотелось потому, что у меня была интересная жизнь и мне было о чём порассказать людям».
В этой книге у него сильно проявляется опыт бывшего создателя документальных фильмов. Книга является одновременно сказочной политехнической энциклопедией для подрастающего поколения. Как отмечает правнучка Носова в радиопередаче, при прочтении книги она обратила больше внимания на устройство машин и автомобилей, чем в аудиокниге, которую слышала раньше. Хотя у самого Носова не было автомашины.
В книге Носова не оказалось каких-либо ресторанных изысков, сплошной общепит. Впрочем, весьма примитивным ресторанный бизнес изображён и в обществе капитализма в последующей повести «Незнайка на Луне». Намного более важным пищевым явлением, чем еда, в городе выступают автоматы по продаже газированной воды со всевозможными сиропами.
В сцене с крутящимся домом (где начинается знакомство с архитектором Кубиком) у Незнайки, Кнопочки и Пёстренького якобы даже закружилась голова от перепитой воды. Эти особенности сюжета связаны с тем, что свою книгу Носов писал для детей, и использовал в них близкие детям ценности. Дети в те годы в рестораны не ходили и ими в принципе не интересовались. Зато газировка являлась для них любимым, «культовым» напитком.

## Технические комментарии
Как и Жюль Верн, Носов интересовался техническим прогрессом. Множество его сказочных изобретений реализовано в реальном или игровом виде. Автором были предсказаны различные изобретения:
- робот-пылесос;
- Беспилотные сельскохозяйственные машины
- беспроводная передача энергии;
- пальцеориентированные устройства с картами и прокладкой маршрута;
- автоматизированный транспорт;
- система телевизионного канала в общественном транспорте;
- принцип лазерной печати;
- использование солнечных батарей на крышах домов для обеспечения электроэнергией;
- плоские настенные телевизоры[1];
- шахматный компьютер;
- использование люминофоров для окраски зданий.

## Экранизация
В 1976−1977 годах на студии «Экран» по книге был снят одноимённый мультфильм, состоящий из 10 серий:
1. Как Незнайка совершал хорошие поступки
2. Встреча с волшебником
3. Превращения начинаются
4. Побег
5. Превращения продолжаются
6. Приключения трёх ослов
7. Удивительные подвиги
8. Снова вместе
9. Переполох в зоопарке
10. Волшебник появляется снова